# Балодис, Гунарс
Гунарс Балодис (латыш. Gunārs Balodis, род. 29 мая 1934, Цесис) — латвийский живописец, художник-постановщик Рижской киностудии.

## Биография
Родился 29 мая 1934 в городе Цесисе, в семье столяра, известного в республике лыжного мастера. Окончил Рижскую художественную школу им. Я. Розенталя (1954) и ВГИК (1960). Выпускная дипломная работа — эскизы декораций к кинофильму «Буря». Вместе с Улдисом Паузерсом был первым профессиональным латышским художником-постановщиком, их дебютом стала совместная работа в фильме режиссёра Гунара Пиесиса «Верба серая цветёт».
Много и плодотворно работал с режиссёром Алоизом Бренчем. Лауреат Государственной премии СССР за фильм «Долгая дорога в дюнах» (1983). Был художником-постановщиком на мультипликационном фильме «Рогатая глина» у известного кукольника Арнольда Буровса (1971). Имел опыт работы художника по костюмам в картине «Капитан Нуль» (1964).
Параллельно с работами в кино занимается живописью и графикой. Первая выставка состоялась в 1957 году.
Женат на Гуне Балоде, режиссёре Латвийского телевидения.

## Фильмография

### Художник-постановщик
- 1963 — Домик в дюнах
- 1963 — Под землёй
- 1964 — Царская невеста
- 1966 — Я всё помню, Ричард
- 1968 — Утро долгого дня
- 1969 — Мальчишки острова Ливов
- 1970 — Клав — сын Мартина
- 1971 — Наследники военной дороги
- 1972 — Петерс
- 1974 — Свет в конце тоннеля
- 1974 — Приморский климат
- 1975 — Ключи от рая
- 1976 — Быть лишним
- 1977 — Подарки по телефону
- 1977 — Отблеск в воде
- 1981 — Долгая дорога в дюнах
- 1983 — Чужие страсти
- 1983 — Сад с призраком
- 1984 — Мой друг Сократик
- 1985 — Матч состоится в любую погоду
- 1986 — Двойник
- 1989 — Тапёр
- 1992 — Дуплет

### Художник по костюмам
- 1961 — Чёртова дюжина
- 1964 — Капитан Нуль